# Åben by
 Denne artikel bør gennemlæses af en person med fagkendskab for at sikre den faglige korrekthed.
    Haagerkonventionens beskrivelse er formentlig afløst af Genevekonventionens protokol 1 fra 1977

En åben by er ifølge Haagkonventionen af 1907 er by, der er erklæret "åben", hvorved forstås, at byen i tilfælde af en ventet angreb ikke forsvarer sig, men erklærer, at den er åben for besættelse uden kamp. Ifølge Haagkonventionen må en åben by ikke udsættes for et militært angreb. Dette følger også af Genevekonventionens protokol 1 fra 1977.
Åben by er erklæret flere gange under krig. Eksempler på byer, der er blevet erklæret for åben by er:
- Paris i 1940, den franske regering forlod byen, da det var åbenbart, at tyskerne ville indtage den.[5]
- Oslo i 1940.
- Manila i 1942, den amerikanske militære ledelse vurderede, at byen havde mistet sin strategiske betydning.[6]
- Rom i 1944, de tyske styrker trak sig ud, da de ikke ønskede at skade byen ved kamphandlinger. Rosselinis film fra 1945 har titlen Rom, åben by